# 築山古墳 (大分市)
築山古墳（つきやまこふん）は、大分県大分市（旧佐賀関町）大字神崎（ほんこうざき）字浄願寺にある5世紀代（古墳時代中期）の前方後円墳である。1936年（昭和11年）9月3日に国の史跡に指定された。

## 概要
築山古墳は、佐賀関半島の北西海岸部、丘陵端部に位置する。著名な猫塚古墳（碧玉製鍬形石、後漢鏡片、鉄剣、鉄戈などを出土した）の東南約一キロメートルのところにある。後円部の一部が北側の村社八幡神社の境内になっている。
規模は、全長90メートル（前方部50m, 後円部径40m）、高さは前方部8メートル、 後円部10メートル、前方部幅45メートルで、葺き石が葺かれている。亀塚古墳に県下最大の座を譲っているが、総量34キログラムという大量の朱が使われているなど、当時としては最高級の豪華葬であったことが判明し、水軍をもつ海人部（海部郡）の歴史を解き明かす上で重要な遺跡と位置づけられ、調査が続けられている。愛称は「石棺さま」。
副葬品などから5世紀中頃と推測されている。

## 発掘調査
鉄剣・鏡・管玉という「三種の神器」が発見されるなど盗掘を免れた意義は大きいが、墳丘は周辺住民によって前方部と後円部を裁断する様に道路が造成、住宅建設で前方部が削られていた為、発見時には前方後円墳の形を成していなかった。
- 当初は大分県史蹟調査員2名が中心となって調査が進められたが、後に京都大学より佐藤虎雄が招聘された。
- 1932年（昭和7年）の発見後、後円部頂上に神崎八幡神社が建立され露出した石棺に玉石を充填しておりその保存方法には問題を残す。建立直後は祭礼なども賑やかに催されていたものの、担当者の高齢化とともに次第に廃れていった。
- 1966年（昭和41年）には大分県教育委員会により「新産業都市建設に伴う緊急調査」が行われた。
- 1996年に「石棺さま祭り」と題した祭事が復活。2005年10月に行われた第10回の祭りは大分市より「おおいた元気印まちづくり応援事業」助成金を受け規模を拡大して行われた。

## 被葬者
1932年（昭和7年）、植林作業の際に後円部から2基の緑泥片岩製箱式石棺が発見され、その後の調査で「北棺」（長さ1.8メートル、幅0.65メートル、深さ0.73メートル）と呼ばれる石棺からは右腕に貝釧をつけた1体の女性、「南棺」（長さ1.95メートル、幅0.75メートル、深さ0.8メートル）からは3体の人骨（うち一体は女性）が発見された。
女性のみが単独で埋葬されている点などから呪術者であった女性の墓ではないかと推測されている。地元で祀られている「速吸日女」の墓ではないかという説や、邪馬台国議論に加わり卑弥呼の墓ではないかとする説が主張されている。

## 副葬品
南棺から
- 朱、 麻織物片、 絹織物片、 絹綿（石棺内部を朱で装飾し、絹織物を敷き詰めた上に遺体を安置したと考えられる）
- 鉄刀（環頭大刀を含む）11、 鉄剣4、捩文鏡1、ガラス製小玉180、 鉄鏃90、釵、
- 鉄製農工具など（斧頭5、鍬先13、刀子2、鎌2、鉇（やりがんな）3、毛抜形鉄器6、）

北棺から
- 貝釧11、 管玉2

## 文化財

### 国の史跡
- 築山古墳 - 1936年（昭和11年）9月3日指定[1]。

### 大分県指定文化財
- 有形文化財
  - 築山古墳出土品 一括（考古資料） - 1998年（平成10年）3月20日指定[2]。

## 所在地
大分県大分市大字本神崎字浄願寺
- JR日豊本線幸崎駅よりバス5分
- 大分バス築山古墳入口停留所より徒歩1分
- 東九州自動車道大分宮河内インターチェンジより約15分（国道197号沿い）

## 周辺の古墳・史跡
周辺には約19基の古墳が確認されている。
- 亀塚古墳 - 大分県最大規模の古墳。築山古墳とは並列に作られており、一方の頂上から相手を視認することができる。
- 飛山古墳群 - 大分市久原。国道197号のバイパス道路建設時に発見。玄武文様のある紡錘車型石製品（韓国にその起源）などが出土したが、バイパス道路建設により一部消滅。
- 中ノ原古墳 - 大分市本神崎。径12メートルの横穴式単石室を持つ。6世紀後半の古墳としては県下最大級。
- 猫塚古墳 - 大分市本神崎。碧玉製鍬形石や後漢鏡片などが出土したと伝えられるが開発により消滅。4世紀後半。
- 馬場古墳 - 大分市馬場。全長60メートルの前方後円墳。5世紀前半。